# Acrocercops alysidota
Wattle Miner (Acrocercops alysidota) là một loài bướm đêm thuộc họ Gracillariidae. Loài này có ở Queensland.